# Xysticus elegans
Xysticus elegans là một loài nhện trong họ Thomisidae.
Loài này thuộc chi Xysticus. Xysticus elegans được Eugen von Keyserling miêu tả năm 1880.